# Tegal Maja
Tegal Maja is een bestuurslaag in het regentschap Noord-Lombok van de provincie West-Nusa Tenggara, Indonesië. Tegal Maja telt 5184 inwoners (volkstelling 2010).